# Mémoires du sous-développement
Pour plus de détails, voir Fiche technique et Distribution.
Mémoires du sous-développement (Memorias del subdesarrollo) est un film cubain de Tomás Gutiérrez Alea sorti en 1968.
Le film est ressorti en 2016, après sa restauration par The Film Foundation.

## Synopsis
La Havane, après la chute de la dictature militaire de Fulgencio Batista. La famille de Sergio, un intellectuel cubain d'origine bourgeoise, s'est enfuie à Miami (États-Unis). Pourtant, il décide de rester dans l'île. Solitaire et incompris, Sergio « promène sur la capitale un regard à la fois désabusé et lucide, auto-ironique et réfléchi, traitant avec franchise les contradictions des intellectuels et d'une société marquée par le sous-développement. »

## Fiche technique
- Titre : Mémoires du sous-développement
- Titre original : Memorias del subdesarrollo
- Réalisation : Tomás Gutiérrez Alea
- Scénario : T. Gutiérrez Alea, Edmundo Desnoes d'après son roman Memorias inconsolables.
- Photographie : Ramón F. Suárez - Noir et blanc, 35 mm
- Musique : Leo Brouwer
- Montage : Nelson Rodriguez
- Décors : Julio Matilla
- Costumes : Elba Pérez
- Production : Miguel Mendoza (ICAIC)
- Pays d'origine :  Cuba
- Langue originale : Espagnol
- Durée : 97 minutes
- Dates de sortie : 19 août 1968 à La Havane ; 16 octobre 1974 en France

## Distribution
- Sergio Corrieri : Sergio Carmona
- Daisy Granados : Elena
- Eslinda Núñez : Noemi
- Omar Valdés : Pablo
- René de la Cruz : le frère d'Elena

## Commentaires
- Issu d'une famille privilégiée, ayant étudié lui-même à l'étranger, Tomás Gutiérrez Alea compose, dans Mémoires du sous-développement, un personnage auquel il aurait pu ressembler. « À travers Sergio, explicite alter ego du réalisateur, l'on assiste à la décomposition personnelle et morale d'un individu qui décide de vivre à contre-courant. Un "monsieur" qui reste dans l'"île du peuple", sans autre occupation que d'analyser ce qui l'entoure. »[2]
- Mais, c'est moins la vision personnelle de Sergio qui intéresse le réalisateur, que sa situation sociale et sa condition d'homme dans une société qui a changé. « Spectateur passif de la réalité, Sergio vit avec le "nouveau Cuba" sans descendre de son statut de bourgeois. Il ne lutte pas contre le nouveau système, mais il ne peut guère se défaire de la mentalité que lui-même critique », écrit encore Antxon Salvador[3].
- Il préfère une culture étrangère à celle de son propre pays qu'il sous-estime ou raille. Il perçoit, à juste raison, le sous-développement auquel est exposé Cuba. Mais n'est-il pas, lui aussi, victime d'une autre forme de sous-développement ? Edmundo Desnoes, l'auteur du roman qui sert de cadre au film, décrit son personnage ainsi : « Son ironie, son intelligence sont un système défensif qui l'empêchent de se sentir concerné par la réalité... Il n'assume pas sa destinée historique... »[4] « Il est le produit d'une classe qui accorde trop d'importance à l'individu et qui nie toute responsabilité collective », dit Gilles Vannier[5].
- En réalité, Mémoires du sous-développement est doublement critique. Le regard finement observateur de Sergio est la vision sans complaisance d'une société encore à naître, vision  effectuée par un être pourtant totalement aliéné. La réalisation de Gutiérrez Alea est, sans doute, pour ces raisons-là, « le grand film du cinéma cubain et l'un des plus grands tributs de l'Amérique latine au septième art - l'œuvre d'une maturité totale d'un artiste qui sut rester fidèle à ses convictions sans jamais verser dans ce qu'il reprochait, avec justesse, au système. »[6]